# 안산 안씨
안산 안씨(安山安氏)는 경기도 안산을 본관으로 하는 한국의 성씨이다.

## 역사
안산 안씨(安山 安氏)의 시조 안자유(安子由)가 1342년(고려 충혜왕) 2등공신이 되었고, 1347년(충목왕 3)에는 첨의참리(僉議參理)로써 태묘(太廟)에 제사하는 일을 주관하였다.
안탄대(安坦大)가 1506년(조선 중종 1) 중종반정에서 원종공신(原從功臣)에 책록되었다. 1507년(중종 2) 안탄대의 딸이 9세의 나이로 궁녀에 뽑혀 입궐하였다가 중종의 후궁 창빈 안씨(昌嬪安氏)가 되었고, 외손자 덕흥대원군의 아들이 선조(宣祖)로 즉위하였다.

## 조선왕실과의 인척관계
- 중종후궁 창빈 안씨 (안탄대의 딸)

## 인구
- 2000년 269가구 872명
- 2015년 179명